# Monotropa
Monotropa es un género de plantas herbáceas perennes originalmente integrado en una familia propia, Monotropaceae, pero actualmente incluido en Ericaceae. Comprende 28 especies descritas y de estas, solo tres aceptadas.

## Distribución
Las plantas del género Monotropa se encuentran distribuidas en amplias regiones del Hemisferio Norte, llegando hasta el norte de Sudamérica, pero son raras y escasas en número. 

## Descripción
Se caracterizan por ser plantas exclusivamente saprofitas y hasta cierto punto parásitas de los hongos que forman sus micorrizas (o sea, micoheterotróficas). Al contrario que otras plantas, carecen por completo de clorofila y no pueden realizar la fotosíntesis. Esta total independencia de la luz las hace capaces de crecer en zonas oscuras, como el suelo de bosques muy densos donde el follaje impide que llegue la luz suficiente para que existan otras plantas de pequeño tamaño.
Crecen entre 10 y 35 cm. Existe un solo tallo único sin ramas, que puede tener color blanco (M. uniflora) o entre amarillo y rojizo (M. hypopitys). Del tallo parten varias hojas vestigiales, de color blanco y una longitud de entre 5 y 10 mm. Las flores, de 9 a 15 mm de longitud, se producen en el ápice del tallo. Presentan 4 o 5 sépalos y de 3 a 6 pétalos por flor.

## Taxonomía
El género fue descrito por Carlos Linneo y publicado en Species Plantarum 1: 387–388. 1753. La especie tipo es:  Monotropa uniflora L.	
Etimología
Monotropa: nombre genérico que deriva de la palabra griega monos =  "único", y tropos = "una vez" o tropo = "un giro", lo que significa "girar o dirigirse a un lado", en alusión a la inflorescencia unilateral.

## Especies
- Monotropa hypopitys L.
- Monotropa latisquama (Rydb.) Hultén
- Monotropa uniflora L.